# Asistente Inteligente de Velocidad
El Asistente Inteligente de Velocidad o AIV (intelligent speed assistance o intelligent speed adaptation en inglés (ISA)) es un sistema avanzado de asistencia al conductor, que evita que el vehículo supere una velocidad limitada. En caso de exceso de velocidad, el vehículo puede alertar al conductor o reducir automáticamente su velocidad.

## Funcionamiento
El ISA utiliza información vial para determinar el límite de velocidad. La información se puede obtener por geolocalización, e interpretando el contexto vial como las señales de tránsito. Los sistemas ISA están diseñados para detectar y advertir al conductor cuando el vehículo está sujeto a un nuevo límite de velocidad, ingresa a una nueva zona de velocidad, o cuando pueden estar vigentes diferentes límites de velocidad según el contexto (hora, noche, lluvia, obras, etc.). Varios sistemas ISA también brindan información sobre áreas de riesgo (como zonas con gran circulación de peatones, pasos a nivel, colegios, hospitales). Por lo tanto, el propósito de ISA es ayudar al conductor a mantener una velocidad segura.
Las investigaciones han demostrado que en las zonas urbanas, el número de siniestros de tránsito con heridos se duplica cada vez que la velocidad de circulación aumenta 5 km/h.

## Reglamentación europea
En la Unión Europea y en el Reino Unido, el Asistente Inteligente de Velocidad empezará a ser mandatorio en los nuevos modelos de vehículos desde julio de 2022 y en todos los vehículos nuevos desde julio de 2024. Las estimaciones hacen esperar una reducción de la mortalidad de 20 %.